# Sielsowiet Milejki
Sielsowiet Milejki (biał. Мілейкаўскі сельсавет; ros. Милейковский сельсовет) – sielsowiet na Białorusi, w obwodzie brzeskim, w rejonie iwacewickim, z siedzibą w Milejkach.
Według spisu z 2009 sielsowiet Milejki zamieszkiwało 1395 osób, w tym 1345 Białorusinów (96,42%), 28 Rosjan (2,01%), 19 Ukraińców (1,36%) i 3 Polaków (0,22%). Do 2020 liczba mieszkańców spadła do 1183 osób, zamieszkujących w 555 gospodarstwach domowych.
Największą miejscowością są Milejki z 564 mieszkańcami. Ponad 100 osób mieszka także w Hrywdzie (172 mieszkańców) i w Busiażu (166 mieszkańców). Każdą z pozostałych miejscowości zamieszkuje poniżej 100 osób.

## Miejscowości
- agromiasteczko:
  - Milejki
- wsie:
  - Bułła
  - Busiaż
  - Choroszcza
  - Darguże
  - Dubitowo
  - Halik
  - Hładysze
  - Hołynka
  - Hrywda
  - Kulesze
  - Łozowce
  - Rackiewicze
  - Sakowce
  - Żemojdziaki